# Alexandre Rodimtsev
Alexandre Ilitch Rodimtsev (en russe : Александр Ильич Родимцев), né le 8 mars 1905 dans le gouvernement d'Orenbourg et décédé le 13 avril 1977, à Moscou, est un militaire soviétique. Général de division dans l'Armée rouge durant la Seconde Guerre mondiale, il se distingua à la bataille de Stalingrad. Il fut récompensé à deux reprises par le titre de héros de l'Union soviétique, en 1937 et en 1945.

## Biographie
Alexandre Rodimtsev rejoint l'Armée rouge en 1927. En 1936-1937, il participe à la Guerre d'Espagne aux côtés des Républicains contre les rebelles franquistes. Il y gagne son premier titre de Héros de l'Union soviétique.
Il est toutefois plus connu pour son rôle dans la bataille de Stalingrad, où il commandait la 13e division de fusiliers de la Garde. Il y obtint son second titre de Héros de l'Union soviétique. Cette division avait pour mission de contenir les Allemands entre la colline dite Kourgane Mamaïev et les ravines de Tsaritsa. Rodimtsev était très apprécié par ses troupes et connu pour sa bravoure.
En 1943, après la bataille de Stalingrad, il prit le commandement du 32e corps de fusiliers de la Garde, qui comprenait la 13e division de fusiliers de la Garde, la 66e division de fusiliers de la Garde et la 6e division aéroportée de la Garde.
Le 32e corps de fusiliers de la Garde était une composante de la 5e armée de la Garde, elle-même rattachée au Front de la steppe commandé par Ivan Koniev. Il combattit les divisions blindées de SS à la bataille de Koursk.
Après la guerre, il fut commandant en second du district militaire de Sibérie orientale, puis servit en tant qu'attaché militaire en Albanie, avant de revenir comme commandant en second du district militaire nord.